# Дискоклуб-2
Дискоклуб-2 (Нам 13 лет) — пятый лонгплей и четвёртый студийный альбом московского вокально-инструментального ансамбля «Весёлые ребята», вышедший в 1981 году.

## Название
В 1981 году фирмой «Мелодия» был издан второй выпуск (2LP) из серии популярной музыки «Дискоклуб-2». На первом диске представлены песни с готовившегося ранее сольного альбома Весёлых ребят «Нам 13 лет», на втором сборник джазовых исполнителей. В связи с этим данный альбом Весёлых ребят не имеет конкретного определения, и помимо «Дискоклуб-2», иногда называется «Нам 13 лет» или просто «Весёлые ребята-4».

## Об альбоме
Достаточно разноплановый альбом, выстроенный по принципу эклектики, на чередовании разножанровых произведений и стилевом разнообразии, которое всегда было присуще Весёлым Ребятам с момента их основания. Здесь и напористый рок в исполнении Михаила Файбушевича, и проникновенная лирика, с которой прекрасно справился Игорь Гатауллин. Людмиле Барыкиной на этот раз не досталось ни одной песни, её голос можно услышать только на бэк-вокале, как впрочем и голоса других участников — Алексея Пузырева, Александра Буйнова и Валерия Дурандина. Зато вишенкой в торте стало появление нового певца и гитариста Алексея Глызина, которому досталась одна сольная песня («Вот и всё») и куплеты из попурри «Нам 13 лет». Попурри представляет собой полный экскурс в историю и дискографию ансамбля и состоит из отрывков старых и новых песен с хорошо продуманными переходами и соединениями и представляет собой по сути новое произведение, по принципу работ нидерландской группы «Stars On 45».
Особенностью данного альбома также является наличие 3-х собственных песен. Автором двух является бас-гитарист Валерий Дурандин (псевдоним В.Аникеев), и автором третьей («Так случилось») — Александр Буйнов, который впрочем предпочёл её доверить Михаилу Файбушевичу, а сам отметился лишь в конце записи на бэках нижнего регистра.
В целом альбом не получил широкой известности из-за малого тиража, вызванного рядом причин. Одна из них связана с окончанием московской олимпиады, благодаря которой были временно ослаблены гайки жёсткой цензуры, ограничивающей влияние западной рок-музыки. Другая причина связана с неким техническим браком, который присутствовал на записи. По воспоминаниям Павла Слободкина, барабанщик Виталий Валитов на записи работал без метронома, в результате чего в некоторых местах получился рассинхрон, который полностью заретушировать не удалось.
Последний трек альбома «Только я не верю» ранее уже «обкатывался» на концертах ансамбля с вокалом Александра Барыкина, но к моменту записи альбома он уже покинул коллектив и песню спел Игорь Гатауллин.
С выпуском данного альбома завершается «классический» период «Весёлых ребят», так как вскоре после записи ансамбль по разным причинам покинули большинство музыкантов старого состава. Из «старой гвардии», принимавшей участие в записи LP «Любовь-Огромная страна» остался лишь Александр Буйнов и на непродолжительное время вернувшийся Евгений Казанцев, а также певец и гитарист Игорь Гатауллин, работающий в ансамбле с 1975 года.
В дальнейшем П.Слободкин отказался от набора большого количества музыкантов и предпочёл работать «малыми формами», когда на сцене стояло не более 4-5 человек.
По воспоминаниям Сергея Рыжова, работавшем в ансамбле с 1983 по 1985 год, «Весёлые ребята» того периода по звучанию не имели ничего общего с традиционными ВИА, и соответствовали скорее названию — «группа», нежели ВИА

## Список композиций
- Вот и всё (А. Хоралов — А. Дементьев)
- Где-то край света (В. Аникеев — С. Алиханов)
- Если б не суббота (В. Аникеев — В. Дюнин)
- Так случилось (А. Буйнов — Л. Дербенёв)
- Летний дождь (Т. Ефимов — В. Дюнин)
- Фантазия «Нам 13 лет» (обработка П. Слободкина)
- Только я не верю (С. Касторский — В. Гин)

## Участники записи
- Павел Слободкин — электропиано, рояль
- Алексей Глызин — вокал, гитара
- Игорь Гатауллин — вокал, гитара
- Алексей Пузырев — гитара, бэк-вокал
- Валерий Дурандин — бас-гитара, бэк-вокал
- Александр Буйнов — клавишные, бэк-вокал
- Александр Чиненков — перкуссия
- Виталий Валитов — ударные
- Михаил Файбушевич — вокал
- Людмила Барыкина — бэк-вокал

## Достижения
Несмотря на малый тираж, по результатам ежемесячного хит-парада грампластинок, проводимого Звуковой дорожкой газеты «МК», к февралю 1982 года альбом достиг 4-й строчки в горячей десятке, уступая дискам «Элтон Джон», «Би Джиз-2» и концертному двойнику «Тбилиси-80».

## В кинематографе
Не прошёл незамеченным этот альбом и среди кинематографистов, 2 песни из альбома прозвучали в вышедших позднее кинофильмах:
«Если б не суббота» в фильме «Путешествие будет приятным» (1982 г.), и «Где-то край света» в фильме «Время желаний» 1984 года.

## Противоречия
Имеются расхождения относительно авторства слов песни «Только я не верю». На конверте грампластинки автором указан Виктор Гин, в реестре РАО автором текста значится Михаил Беляков.